# Mesocallis sawashibae
Mesocallis sawashibae är en insektsart som först beskrevs av Matsumura 1917.  Mesocallis sawashibae ingår i släktet Mesocallis och familjen långrörsbladlöss. Inga underarter finns listade i Catalogue of Life.